# Hassan Nasrallah

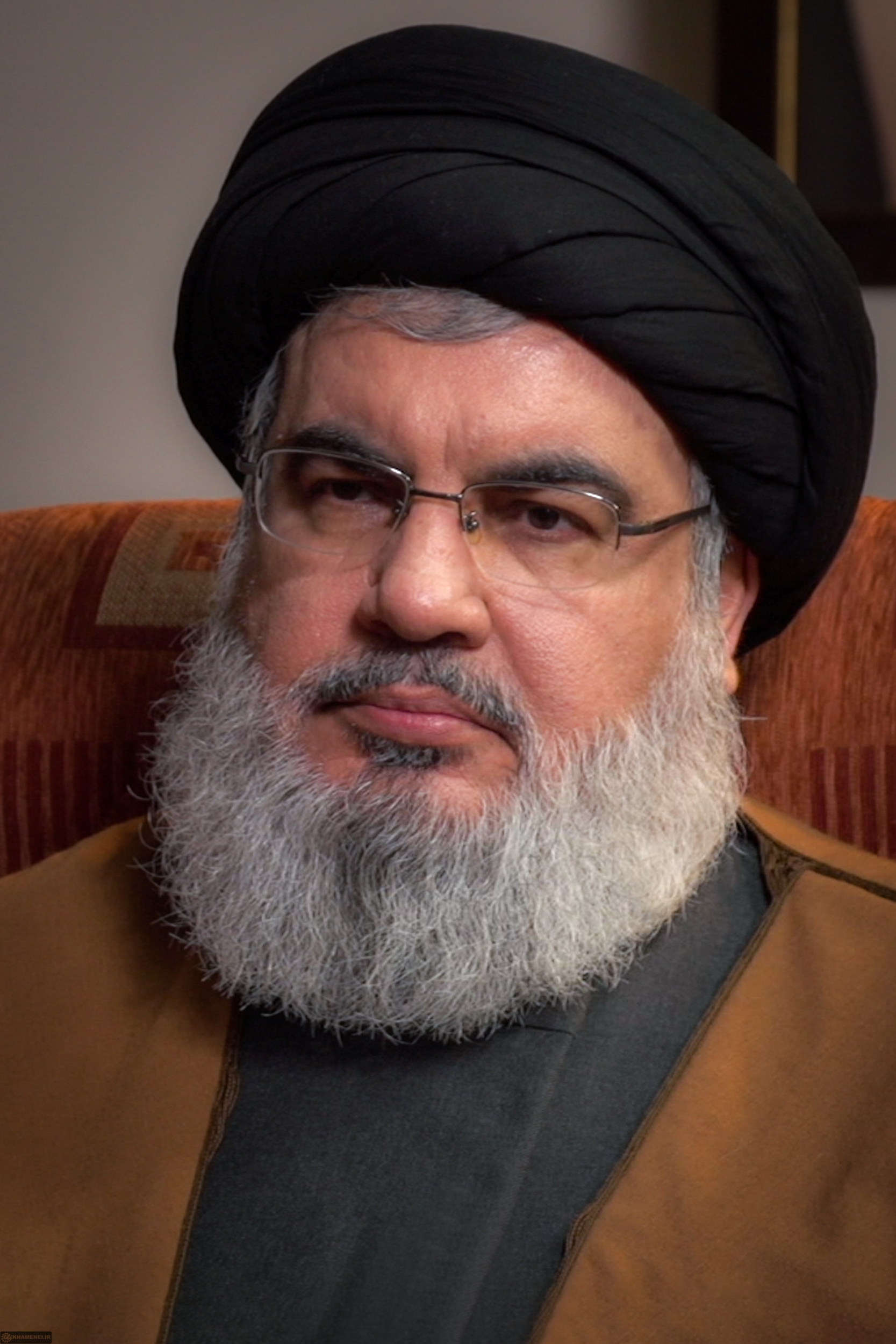
Hassan Nasrallah, 2019

Hassan Nasrallah (arabisch حسن نصر الله Hasan Nasrallāh, DMG Ḥasan Naṣrallāh; * 31. August 1960 in Beirut; † 27. September 2024 in Dahieh) war ein libanesischer schiitischer Kleriker und Politiker. Er war von 1992 bis zu seinem Tod Generalsekretär der Partei Hisbollah, die er in Abstimmung mit der Islamischen Republik Iran im Libanon als Staat im Staate führte und die in dieser Zeit von vielen Ländern, darunter auch Deutschland, als Terrororganisation eingeordnet wird. Er war gleichzeitig der wichtigste spirituelle Führer der libanesischen Schiiten. Nasrallah wurde bei einem israelischen Luftangriff auf das Hauptquartier der Hisbollah in einem Vorort Beiruts getötet.

## Leben
Nasrallah wurde als ältestes von neun Kindern eines Lebensmittelhändlers geboren. Seine Familie stammt aus dem Dorf Bassouriyeh im vorwiegend schiitischen Süden des Libanon. Während des libanesischen Bürgerkrieges musste die Familie Beirut verlassen und an ihren Herkunftsort zurückfliehen. Dort trat Nasrallah der schiitischen Bewegung Amal bei. Während des libanesischen Bürgerkrieges widmete er sich in der Hafenstadt Tyros intensiv dem Studium des Islam, woraufhin ihm der Imam der Hauptmoschee ein Empfehlungsschreiben an den Ajatollah Muhammad Baqir as-Sadr mitgab, einen führenden Geistlichen in Nadschaf, Irak.

### Ausbildung
Nach dem Abschluss seiner Gymnasialausbildung ging er 1976 nach Nadschaf, um in der Hauwza (islamisch-theologische Lehranstalt auf schiitischer Grundlage) zu studieren. Außerdem studierte er im iranischen Ghom. 1978 wurde er, zusammen mit Hunderten von schiitischen Studenten aus dem Libanon, von der säkularen Baath-Partei aus dem Irak ausgewiesen und kehrte in den Libanon zurück. 1982, nach dem Einmarsch Israels, folgte Nasrallah Abbas al-Musawi und trat aus der Amal aus. Er schloss sich einer Organisation von Libanesen an, die sich Hisbollah („Partei Gottes“) nennt.

### Politische Leitung der Hisbollah
Im Februar 1992 tötete die israelische Armee Abbas al-Musawi, den Führer der Hisbollah. Daraufhin wählte das Zentralkomitee der Hisbollah (madschlis asch-schura) den 31-jährigen Nasrallah als ihren neuen Anführer. Nach seiner Wahl zum Generalsekretär der Hisbollah änderte Nasrallah die Gründungsartikel der Organisation aus dem Jahr 1985 und ernannte sich selbst zum Führer der Bewegung auf unbestimmte Zeit. Hadi, eines seiner vier Kinder, wurde 1997 im Kampf gegen Israel getötet. Sein Kommentar war dazu: „Es war gottgegeben, dass Hadi zum Märtyrer wurde.“ Im Sommer 1995 wurde Nasrallah von Ali Chamenei zu dessen Delegiertem (wakil-shari) ernannt. Nasrallah wurde von seinen Anhängern nahezu kultisch verehrt; er galt als der wichtigste spirituelle Führer der libanesischen Schiiten. In der Öffentlichkeit trat der Generalsekretär der „Partei Gottes“ stets in traditioneller schiitischer Kleidung und mit Turban auf.
Unter Nasrallahs Führung fand die Hisbollah teilweise auch Akzeptanz bei der christlichen Bevölkerung des Libanons. So konnte er zeitweilig weite Teile der libanesischen Gesellschaft, unabhängig von Religion oder Konfession, im Kampf gegen die damalige israelische Besatzungsmacht hinter sich stellen. Er gilt daher als jener Mann, unter dessen Führung die Hisbollah nach langem Guerillakrieg Israel zu der Entscheidung veranlasste, die achtzehn Jahre andauernde Besatzung des Südlibanon durch die israelische Armee im Jahr 2000 zu beenden und sich aus dem Gebiet zurückzuziehen. Ebenfalls unter seiner Initiative erfolgte im Januar 2004 die Übergabe von einem lebenden und drei toten Israelis, woraufhin Israel 23 libanesische und etwa 400 palästinensische Gefangene entließ. Die Israelis waren im Rahmen der Operation Gehaltenes Versprechen gefangen genommen bzw. getötet worden.
Unmittelbar nachdem zu Beginn des Zweiten Libanonkrieges das Haus Nasrallahs sowie sein Büro in Beirut am 14. Juli 2006 von israelischen Kampfjets bombardiert worden war, drohte er mit einem „offenen Krieg“ gegen Israel. Nasrallah war im April 2012 der erste Gesprächspartner in Julian Assanges umstrittener Talkshow The World Tomorrow. Im April 2013 bestätigte Nasrallah in einer Fernsehansprache zum ersten Mal den Einsatz von Hisbollah-Kräften im Syrischen Bürgerkrieg auf Seiten der Regierungstruppen. Er begründete dies mit Attacken von syrischen Aufständischen auf libanesische Grenzdörfer.
In einer Reaktion auf die Tötung des iranischen Generals Qasem Soleimanis nannte Nasrallah am 5. Januar 2020 das Ereignis einen Meilenstein, der zwei Zeitabschnitte in der Region trenne. Es sei nicht nur eine neue Epoche in der Geschichte Irans oder des Irak, sondern für die gesamte Region. Alle Verbündeten müssten nun zusammenarbeiten, Ziel sei die Verdrängung der amerikanischen Streitkräfte aus der gesamten Region.
Die Hisbollah begrüßte den Terrorangriff der Hamas auf Israel im Oktober 2023 und bezeichnete diesen als „heroisch“. Bei diesem Massaker drangen Terroristen der Hamas in israelische Orte und ermordeten mehr als 1200 Menschen, darunter Kinder, verschleppten über 200 Geiseln in den Gazastreifen und beschossen israelische Städte und Dörfer mit Tausenden von Raketen. Nach den Angriffen der Hamas flammte auch der Konflikt mit Israel an der Grenze zum Libanon auf. Es kam zu einzelnen Auseinandersetzungen, bei denen auf beiden Seiten Menschen getötet wurden. Die israelische Armee richtete daher eine vier Kilometer breite Sperrzone ein. Nach israelischen Anschlägen auf Kommandeure der Hisbollah erteilte Nasrallah den Befehl, auf Mobiltelefone, die geortet werden könnten, zu verzichten und stattdessen über Pager zu kommunizieren. Im September 2024 kam es zu ferngezündeten Explosionen von Pagern und Walkie-Talkies von Mitgliedern der Hisbollah. Nasrallah warf in der Folge Israel vor, „alle roten Linien überschritten“  zu haben, und sprach von einer Kriegserklärung. Eine Deeskalation des Konflikts mit Israel knüpfte er erneut an ein Ende des Gazakriegs.

### Tod durch israelischen Angriff
Am Abend des 27. September 2024 berichteten libanesische Medien von einem israelischen Luftangriff in Beirut. Kurz darauf bestätigte das israelische Militär IDF, dass die israelische Luftwaffe das Hauptquartier der Hisbollah unter zivilen Gebäuden im Beiruter Vorort Dahieh angegriffen habe. Das Ziel des Angriffs sei Nasrallah gewesen. Nach Angaben des libanesischen Gesundheitsministeriums wurden bei dem Luftangriff mindestens sechs Menschen getötet und 91 verletzt.
Die IDF gaben am Vormittag des 28. September 2024 bekannt, dass sie den Angriff flog, während sich die Spitzen der Hisbollah in ihrem unterirdischen Hauptquartier befanden und mit der Koordinierung terroristischer Aktivitäten gegen die Bürger des Staates Israel beschäftigt waren. Neben Nasrallah seien mehr als 20 weitere Hisbollah-Mitglieder getötet worden, darunter mehrere hochrangige Kommandeure, wie der Leiter der Hisbollah-Südfront, Ali Karaki.
Laut iranischen Medienberichten wurde bei dem Luftangriff auch der stellvertretende Operationschef der iranischen Revolutionsgarden Abbas Nilforoushan getötet.
Nach Angaben der IDF waren acht F-15I-Kampfjets der 69. Staffel vom Militärflugplatz Chazerim an dem Angriff beteiligt, wobei mehrere präzisionsgelenkte 2.000-Pfund-Bomben verwendet wurden. Kurz zuvor übermittelte ein iranischer Maulwurf  die genauen Koordinaten des Kommandobunkers an die Israelis. Libanesische Gesundheits- und Sicherheitsquellen meldeten am 29. September 2024, die Leiche Nasrallahs sei noch am 28. September ohne direkte äußere Verletzungen geborgen worden. Als Todesursache wird ein stumpfes Trauma durch die Wucht der Explosion vermutet oder nach anderen Informationen ein Erstickungstod.
Reaktionen
Der iranische Präsident Massud Peseschkian verurteilte den israelischen Angriff als Kriegsverbrechen und Staatsterrorismus. Am 28. September bestätigten die Hisbollah und die iranischen Revolutionsgarden die Tötung von Hassan Nasrallah. Der libanesische Premierminister Nadschib Miqati verkündete eine dreitägige Staatstrauer und der iranische oberste Führer Ali Chamenei eine fünftägige Staatstrauer.
Nasrallahs Tötung wurde unter anderem von den Außenministerien Syriens und Russlands verurteilt.
US-Präsident Joe Biden nannte die Tötung „eine Maßnahme der Gerechtigkeit für seine [Nasrallahs] vielen Opfer, darunter tausende Amerikaner, Israelis und libanesische Zivilisten“. Nasrallah und die von ihm angeführte Terrorgruppe Hisbollah seien für den Tod hunderter Amerikaner während einer vier Jahrzehnte andauernden Terrorherrschaft verantwortlich gewesen.
Israels Militär gab am 23. Oktober 2024 bekannt, etwa drei Wochen zuvor den ranghohen Hisbollah-Funktionär Haschem Safi al-Din im Libanon getötet zu haben. Er hatte als wahrscheinlichster Nachfolger von Nasrallah gegolten.

## Positionen
Nasrallah hielt zum bedrängten Assad-Regime in Syrien, unterstützte jedoch die tunesische, ägyptische und jemenitische Opposition, die die Regierungen ihrer Länder stürzten. Nasrallah sagte 2016 in einer Rede „Solange Iran Geld hat, haben auch wir Geld“ und betonte immer wieder, dass alle Waffen, Kleidung und Lebensmittel für die Hisbollah aus Iran stammten. Ihm wurde eine enge Beziehung zu einflussreichen Mitgliedern des iranischen Klerus nachgesagt, insbesondere zum 2021 verstorbenen Ali Akbar Mohtaschami. Nasrallah pflegte ein kritisches Verhältnis zum Königreich Saudi-Arabien und warf ihm nach der Hinrichtung des schiitischen Klerikers Nimr an-Nimr vor, im gesamten Nahen Osten sunnitisch-schiitische Spannungen zu erzeugen.